# Adelianós Kámbos
Adelianós Kámbos, en grec moderne : Αδελιανός Κάμπος, est un village du dème de Réthymnon, en Crète, en Grèce. Selon le recensement de 2011, la population d'Adelianós Kámbos compte 680 habitants. Le village est situé à une altitude de 2 m et à une distance de 4,5 km à l'est de Réthymnon.